# Велке Лосіни
Велке Лосіни (дослівно Великі Лосіни; чеськ. Velké Losiny, нім. Groß Ullersdorf) — село та муніципалітет в окрузі Шумперк Оломоуцького краю. Має площу 46,5 км2 з населенням 2623 особи станом на 2018 рік. Найпопулярнішими туристичними об'єктами є замок, сіркові джерела та найстаріша в Європі паперова фабрика.

## Географія
Велке Лосіни розташоване в долині річки Лосінка у передгір'ї Високого Єсеніка у східних Судетах.

## Історія
Перша згадка датована 1291 роком і відома з документу, виданому у Штернберку, у якому йдеться про віллу Олдржіхово село (чеськ. Oldřichova Ves). Від 1351 року відомо про наявність у селі церкви та місцевого священника. У першій половині XV століття Велке Лосіни належало місту Шумперк, а вже у другій — моравському роду Жеротинів. У 1589 році ними у селі був зведений замок у стилі ренесансу.

## Транспорт
Через село проходить дорога I / 44, яка поєднує Шумперк з Єсеніком. На цьому маршруті регулярно курсують автобуси. Також проходить залізнична гілка Залізниця Десни.

## Освіта
Існує початкова школа та два дитячі садки. Від 1974 року працює Центральна академія садівництва (ÚZA).

## Пам'ятки
- Замок Велке Лосіни;
- Паперова фабрика з ручним виробництвом;
- Костел Святого Йоанна Хрестителя;
- Каплиця Святого Хреста;
- Каплиця Святого Роха;
- Колишнє зерносховище Жеротинів та ін.

## Туристичні об'єкти
- Термальні ванни, відомі з XVI століття;
- Термальний парк;
- Дерев'яний хрест по дорозі до Жарової;
- Природна стежка Велке Лосіни;
- Оглядова вежа Буковка.